# Босен, Оскар
Оскар Адам Рюдхьёбинг Босен (дат. Oskar Adam Rudkjøbing Boesen; род. 5 мая 2005, Валенсия) — датский футболист, полузащитник клуба «Силькеборг».

## Клубная карьера
Босен — воспитанник клубов «Валенсия», «Видовре» и «Силькеборг». 6 апреля 2023 года в поединке Кубка Дании против «Сённерйюска» Оскар дебютировал за основной состав последних. 1 мая в матче против «Мидтьюлланна» он дебютировал в датской Суперлиги. 1 ноября в поединке Кубка Дании против «Видовре» Оскар забил свой первый гол за Силькеборг. В 2024 году игрок помог клубу завоевать национальный кубок.

## Международная карьера
В 2024 году в составе юношеской сборной Дании Босен принял участие в юношеском чемпионате Европы в Северной Ирландии. На турнире он сыграл в матчах против сборных Испании и Турции.

## Достижения
Клубные
 «Силькеборг»
- Обладатель Кубка Дании — 2023/2024